# Weißer Senf
Weißer Senf (Sinapis alba) ist eine Pflanzenart aus der Gattung Senfe (Sinapis) innerhalb der Familie der Kreuzblütengewächse (Brassicaceae). Sie liefert als Gewürzpflanze einen der Grundstoffe des Senfgewürzes. Die Bezeichnung Weißer Senf bezieht sich auf die weißen Samenkörner. Sie wird auch Gelbsenf genannt, in Bezug auf ihre gelben Blüten.
Senf enthält Eiweiß, fette Öle und das Glykosid Sinalbin (siehe Inhaltsstoffe).
Er schmeckt brennend scharf.
Der Weiße Senf ist ein wichtiges Forschungsobjekt der Pflanzenphysiologie. Zahlreiche Erkenntnisse der Photomorphogenese wurden beispielsweise von Hans Mohr und seinen Mitarbeitern am Biologischen Institut der Albert-Ludwigs-Universität Freiburg an dieser Pflanzenart gewonnen.

## Beschreibung

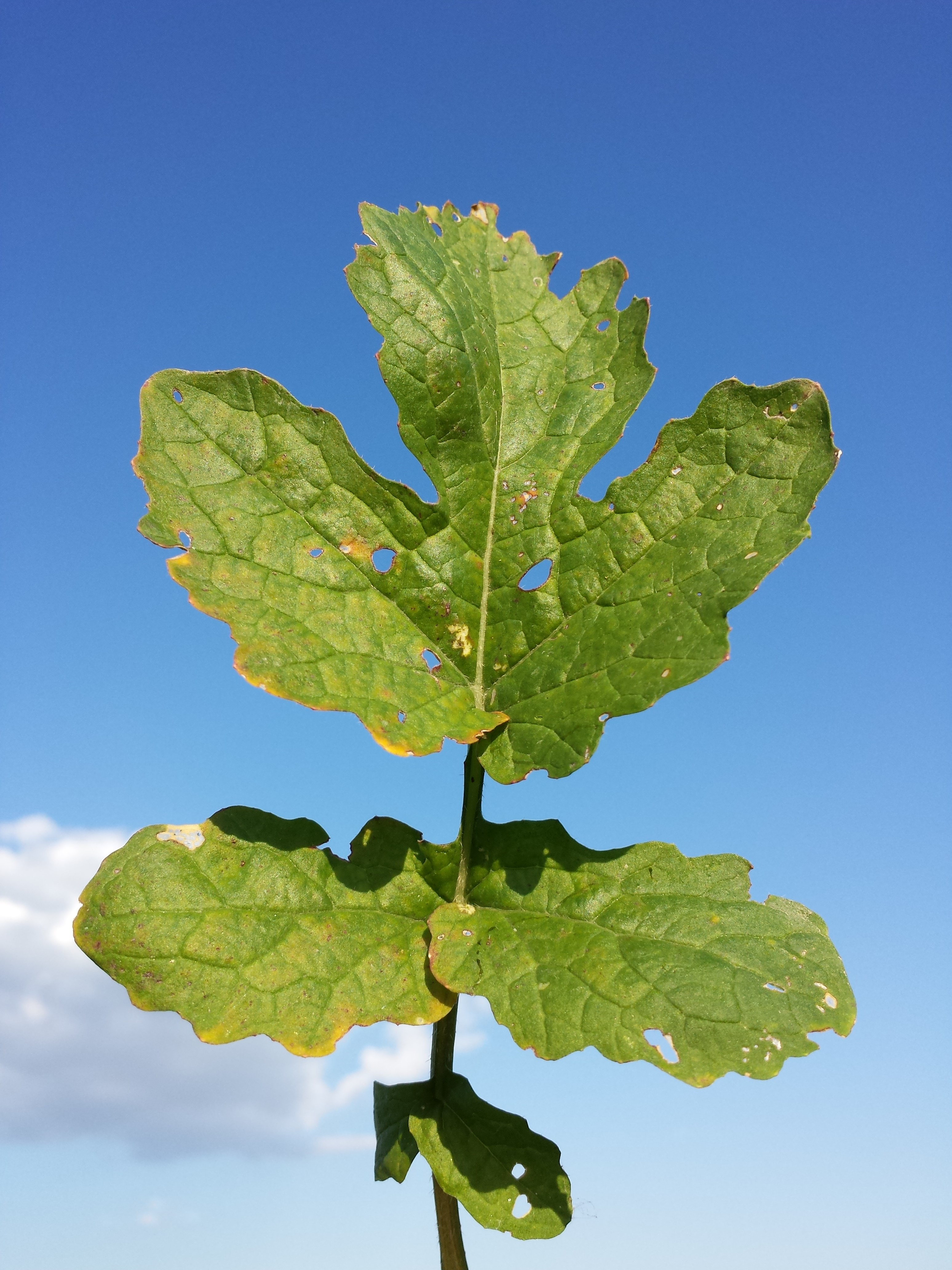
Laubblatt von Sinapis alba subsp. alba

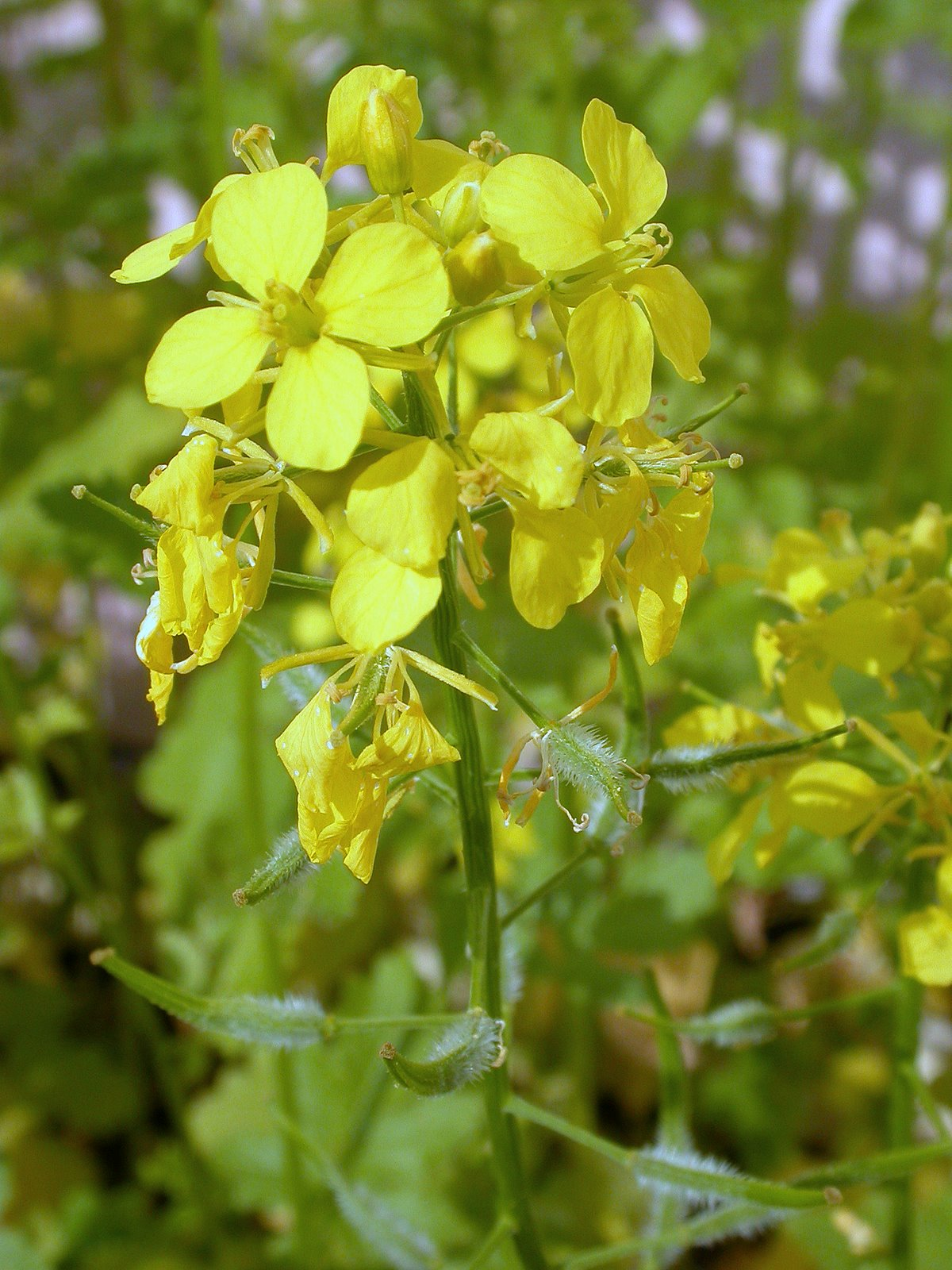
Blütenstand

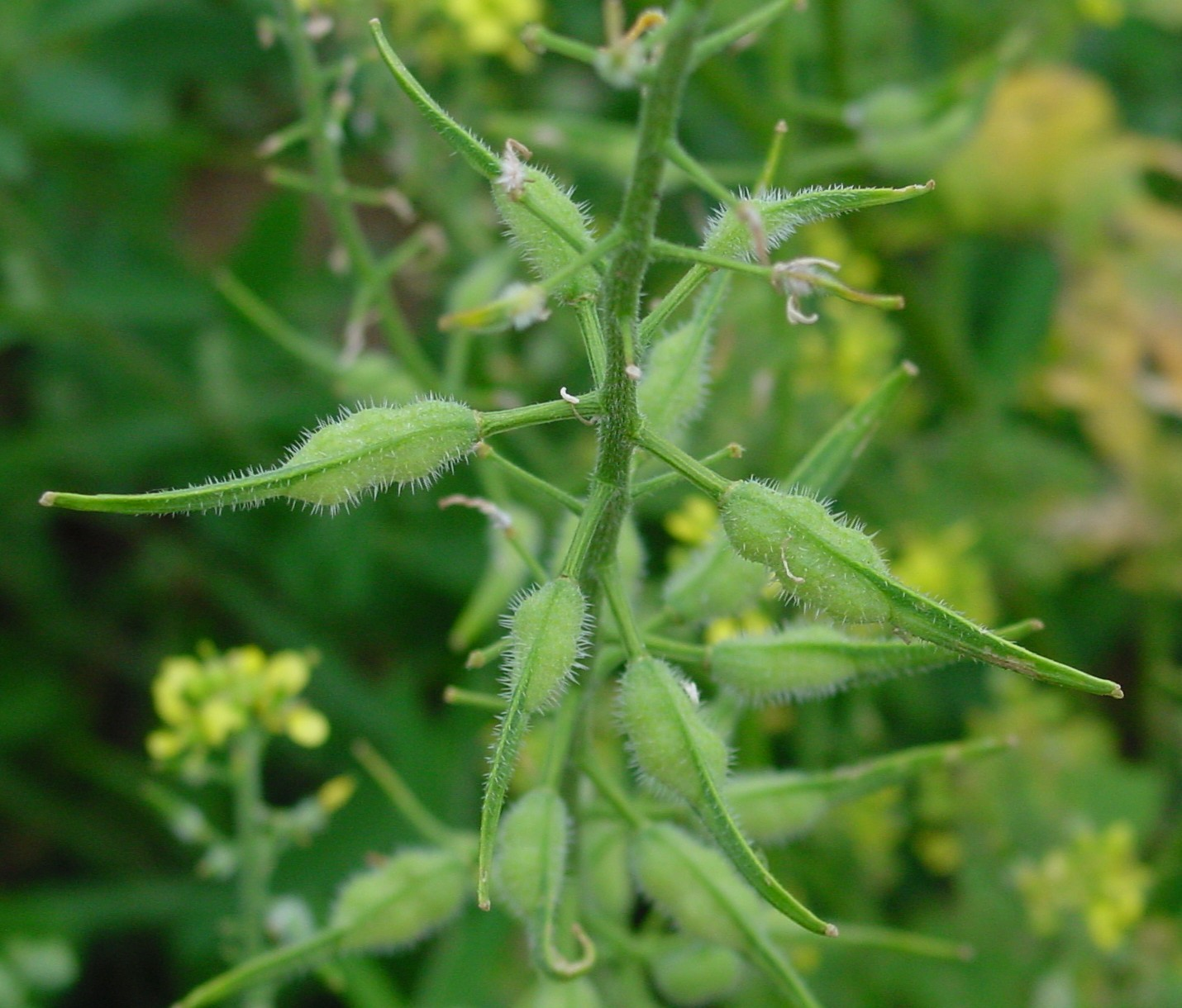
Junge Schoten

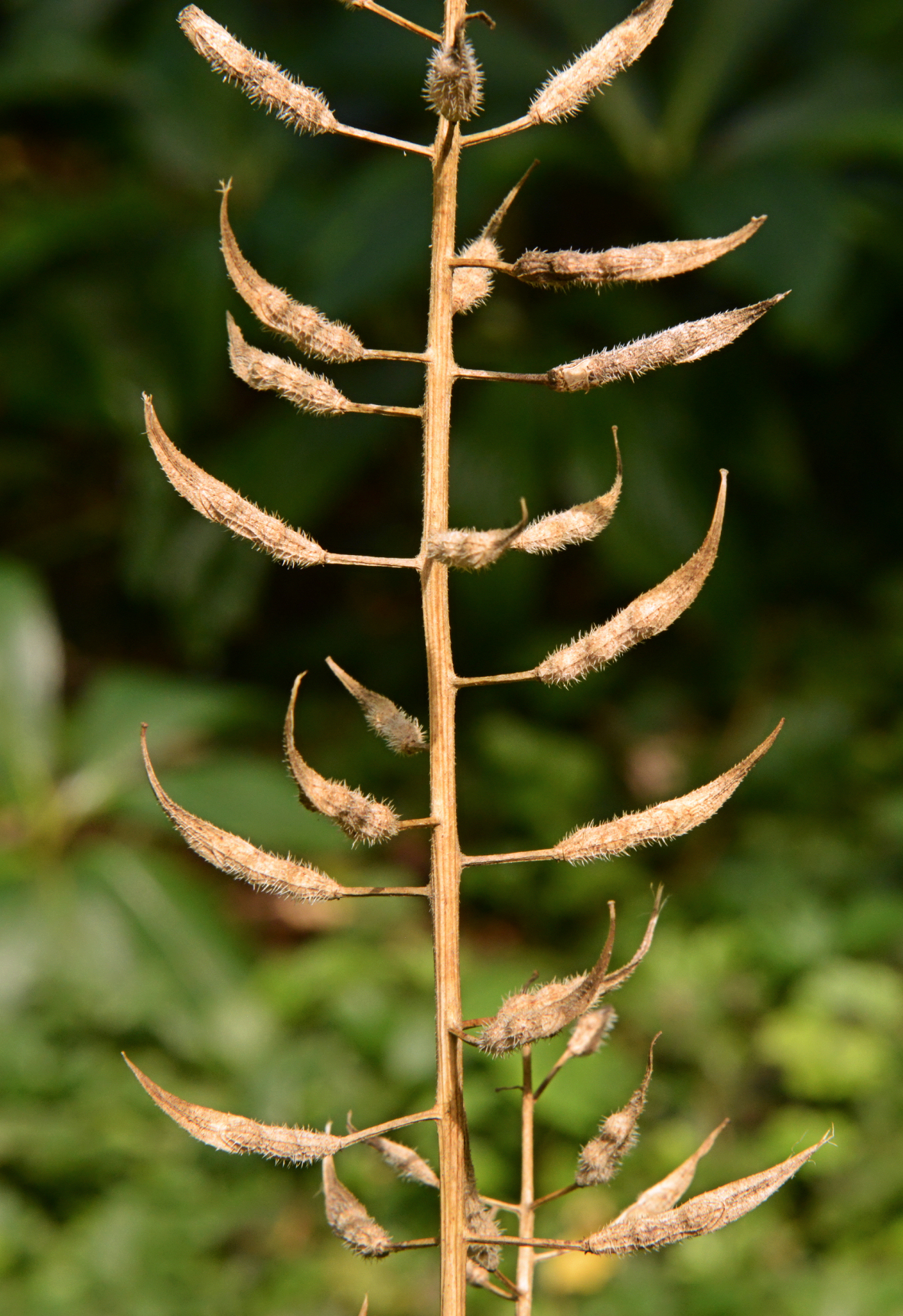
Reifer Fruchtstand

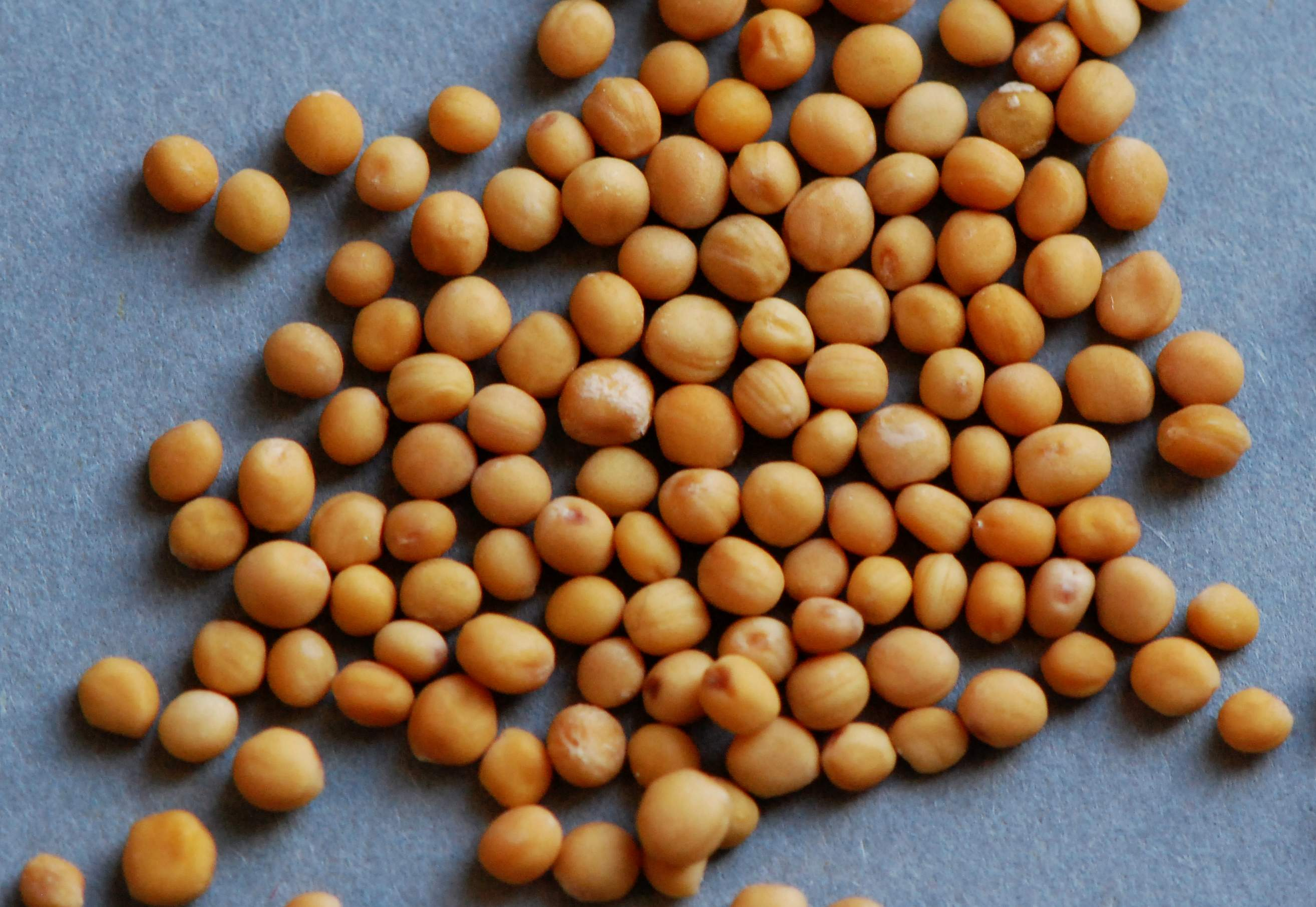
Samen

### Vegetative Merkmale
Der Weiße Senf wächst als einjährige krautige Pflanze und erreicht Wuchshöhen von meist 30 bis 60, (15 bis 120, selten bis zu 220) Zentimetern. Die oberirdischen Pflanzenteile sind nach hinten gerichtet borstig behaart, selten verkahlend. Die kantigen Stängel sind hauptsächlich im oberen Bereich verzweigt.
Die wechselständig am Stängel angeordneten Laubblätter sind in Blattstiel und -spreite gegliedert. Der Blattstiel der unteren Laubblätter ist 1 bis 3, selten bis zu 6 Zentimeter lang und bei den oberen ist er relativ kurz. Die rau behaarten Blattspreiten sind formenreich. Die gegliederten Blattspreiten der unteren bis mittleren Laubblätter sind bei einer Länge von meist 5 bis 14 (3,5 bis 20) Zentimetern sowie einer Breite von 2 bis 6, selten bis zu 8 Zentimetern im Umriss länglich, eiförmig-länglich, eiförmig oder lanzettlich und leierförmig fiederspaltig bis fiederteilig mit gezähntem oder welligem Rand. Auf jeder Seite der Mittelrippe können zwei bis drei eingeschnitten-gezähnte Blattabschnitte vorhanden sein und es gibt einen viel größeren Endlappen. Bei den obersten Laubblättern ist die Blattspreite bei einer Länge von 2 bis 4,5 Zentimetern eiförmig oder länglich-eiförmig mit gesägtem Blattrand und manchmal fast ungegliedert.

### Generative Merkmale
Die Blütezeit liegt im Juni bis Juli, in der Schweiz manchmal bis Oktober. Der endständige, anfangs schirmtraubige Blütenstand später durch Streckung der Blütenstandsachse zu einem traubigen Fruchtstand verlängerte enthält keine Tragblätter aber zahlreiche Blüten. Die Blütenstiele sind mit einer Länge von 5 bis 7 Millimetern mindestens so lang wie die Kelchblätter und meist steif behaart.
Die zwittrige Blüte ist vierzählig und bei einem Durchmesser von etwa 10 Millimetern radiärsymmetrisch. Die vier gelben oder grünen Kelchblätter sind bei einer Länge von meist 4 bis 7 (3,8 bis 8) Millimetern sowie einer Breite von 1 bis 1,8 Millimetern schmal-länglich oder schmal-elliptisch; im Aufblühen sind sie waagrecht abstehend und erscheinen durch Einrollen ihrer Ränder linealisch. Die vier freien, mehr oder weniger hell-gelben Kronblätter sind bei einer Länge von meist 8 bis 12 (7 bis 14) Millimetern sowie einer Breite von meist 4 bis 6 (3 bis 7) Millimetern in Platte und Nagel gegliedert. Die Platte ist bei einer Breite von 3 bis 4 Millimetern breit-verkehrt-eiförmig und an ihrer Basis ist in einen schmalen Nagel verschmälert. Es sind zwei Paare von Nektardrüsen vorhanden. Es sind vier, fünf oder sechs Staubblätter vorhanden. Die Staubfäden sind meist 4 bis 7 (3 bis 8) Millimeter lang. Die Staubbeutel sind bei einer Länge von 1,2 bis 1,5 Millimetern länglich.
Die Schoten sind locker an der bis zu 30 Zentimeter langen Fruchtstandsachse ausgebreitet, waagerecht bis fast zurückgebogen angeordnet. Der kräftige Fruchtstiel ist meist 6 bis 12 (3 bis 17) Millimeter lang, kantig gefurcht und zuletzt etwas verdickt. Die Schoten sind bei einer Länge von meist 2 bis 4,2 (1,5 bis 5) Zentimetern sowie einem Durchmesser von 3 bis 5,5 (2 bis 6,5) Millimetern lanzettlich, sind stark borstig behaart und enthalten vier bis acht Samen. Das Ende der Schoten bildet ein deutlich abgeflachter Schnabel (= samenloser Schotenteil), der mit einer Länge von 10 bis 25 Millimetern etwa gleich lang wie der Rest der Schote ist. Der Schnabel ist oft säbelartig gekrümmt. Insgesamt ist die Schotengestalt ein gutes Erkennungsmerkmal dieser Art. Die hell-gelblichen hell-braunen, grauen oder rötlich-braunen Samen sind bei einem Durchmesser von meist 2 bis 3 (1,7 bis 3,5) Millimetern fast kugelig. Die Samenschale (Testa) ist fein netzartig.

### Chromosomensatz
Die Chromosomengrundzahl beträgt x = 12; es liegt Diploidie mit einer Chromosomenzahl von 2n = 24 vor.

## Ökologie
Beim Weißen Senf handelt sich um einen mesomorphen, annuellen Therophyten.
Blütenökologisch handelt es sich um Scheibenblumen. Als Belohnung für Bestäuber ist freiliegender Nektar vorhanden. Die Bestäubung erfolgt meist durch Insekten; Bestäuber sind Käfer, Fliegen, Syrphiden, Wespen, mittelrüsselige Bienen. Der Weiße Senf ist xenogam, es erfolgt obligate Fremdbefruchtung. Bei den homogamen Blüten sind die männlichen und weiblichen Blütenorgane gleichzeitig fertil. Es liegt sporophytische Selbstinkompatibilität vor, dabei wird auf der Stigmaoberfläche die Pollenkeimung verhindert, wenn eines der im Stigma exprimierten Allele einem der beiden elterlichen Allele entspricht. Selbstbefruchtung und Samenansatz wird durch diesen genetisch festgelegten Mechanismus verhindert.
Bei der Schote handelt es sich um eine trockene Streufrucht, bei der sich zwei Fruchtklappen vom Samen tragenden Rahmen (Replum) ablösen. Die Samen sind die Diasporen; ihre Ausbreitung erfolgt durch den Wind (Anemochorie).

## Vorkommen
Weißer Senf ist in der Hauptsache eine Kulturpflanze, die im Mittelmeerraum beheimatet ist. Er ist fast weltweit ein Neophyt. In Mitteleuropa kommt er außerhalb von Äckern nur unbeständig als Ruderalpflanze vor. Er wächst dann in Pflanzengesellschaften des Verbands Sisymbrion. In Niederösterreich wurde der Weiße Senf in Höhenlagen von 1435 Metern beobachtet.
Die ökologischen Zeigerwerte nach Landolt et al. 2010 sind in der Schweiz: Feuchtezahl F = 2+ (frisch), Lichtzahl L = 4 (hell), Reaktionszahl R = 4 (neutral bis basisch), Temperaturzahl T = 4+ (warm-kollin), Nährstoffzahl N = 3 (mäßig nährstoffarm bis mäßig nährstoffreich), Kontinentalitätszahl K = 4 (subkontinental).

## Systematik
Die Erstveröffentlichung von Sinapis alba erfolgte 1753 durch Carl von Linné in Species Plantarum, Tomus II, Seite 668. Als Lectotypus wurde 1973 durch Saiyad Masudal Hasan Jafri Herb. Linn. - 845.4. festgelegt. Sinapis alba L. ist die Typusart der Gattung Sinapis L. Synonyme für Sinapis alba L. sind: Bonnania officinalis C.Presl, Brassica alba (L.) Rabenh., Brassica hirta Moench, Eruca alba (L.) Noulet, Leucosinapis alba (L.) Spach, Raphanus albus (L.) Crantz, Rhamphospermum album (L.) Andrz. ex Rchb., Rorippa coloradensis Stuckey, Sinapis alba var. melanosperma Alef.
Das Artepitheton alba bedeutet weiß. Weiß bezieht sich hier auf die helle Farbe der Samenschale, im Gegensatz zum Schwarzen Senf (Brassica nigra (L.) W.D.J.Koch, Syn.: Sinapis nigra L.), bei dem diese dunkel ist. Beide Arten stehen bei Linnés Species Plantarum, 2, 1753, S. 668 hintereinander.
Von Sinapis alba gibt es Unterarten (Auswahl):
- Sinapis alba L. subsp. alba (Syn.: Brassica foliosa (Willd.) Samp., Sinapis alba L. var. alba): Sie ist in Deutschland, Österreich, Liechtenstein, in der Schweiz,[2] in Norwegen, Schweden, Dänemark, Irland, im Vereinigten Königreich, auf den Kanalinseln, Belgien, in den Niederlanden, Polen, in Italien, Sardinien, Sizilien, Malta. Korsika, Monaco, Frankreich, Portugal, Spanien, Gibraltar, Andorra, auf den Balearen, auf der Krim, in der Slowakei, Kroatien, Bulgarien, Albanien, Rumänien, Griechenland, Kreta, Karpathos, auf Inseln in der östlichen Ägäis, Zypern, im europäischen sowie asiatischen Teil der Türkei und in Marokko verbreitet.[17][5] Sie ist in vielen Gebieten, beispielsweise Ungarn und Vorderasien, ein Neophyt.[5] Nur diese Unterart kommt als Neophyt in der Neuen Welt vor.[7]
- Schlitzblättriger Weißer Senf[19] (Sinapis alba subsp. dissecta (Lag.) Simonk., Syn.: Sinapis dissecta Lag., Sinapis alba var. dissecta (Lag.) B.Bock): Er kommt in Marokko, Gibraltar, Portugal, Spanien, Andorra, Frankreich, Korsika, Sardinien, Sizilien, Italien, Albanien, Bulgarien, auf Kreta, in der Türkei und auf der Krim vor.[5] Er ist in Österreich, Ungarn, Rumänien, Russland und in der Ukraine ein Neophyt.[17][5] Er ist besonders in Leinfeldern zu finden.[9] Seine Laubblätter sind tief fiederteilig und ihr Endabschnitt ist kaum größer als die seitlichen.[9]
- Sinapis alba subsp. mairei (H.Lindb.) Maire (Syn.: Sinapis mairei H.Lindb., Sinapis alba var. mairei (H.Lindb.) B.Bock): Sie kommt in Gibraltar, Portugal, Spanien, Andorra, Frankreich, Korsika, Sardinien, Sizilien, Italien, Malta, Griechenland, in der Türkei, in Marokko, Algerien, Tunesien, Libyen, Ägypten, Syrien, Zypern, Israel und im Libanon vor.[17][5]

4-Hydroxybenzylisothiocyanat, ein Bestandteil des Senföls

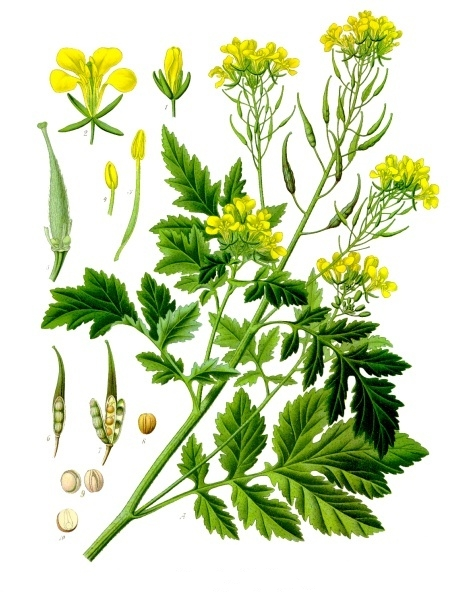
Illustration in Köhler's Medizinalpflanzen

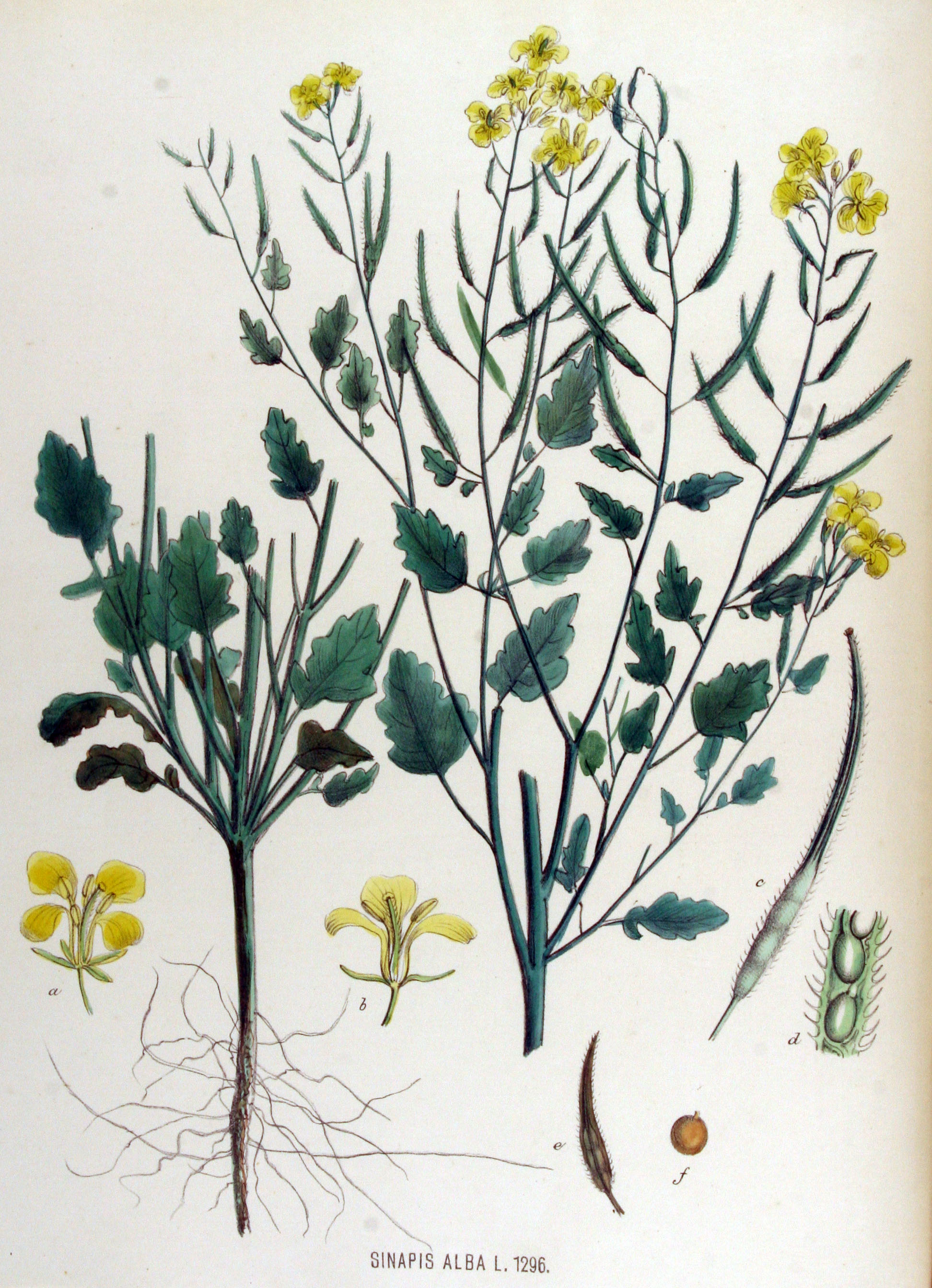
Illustration aus Flora Batava, Volume 17

## Inhaltsstoffe
Die reifen Samen enthalten etwa 30 % Öl und Sinalbin. Der Sinalbingehalt der Senfkörner wird mit 155 bis 250 μ mol / g und 16,6 bis 46,2 g / kg angegeben. Es gehört zu den Senfölglykosiden und sorgt für die Schärfe im weißen Senf. Ähnlich wie beim Sinigrin wird nach Hydrolyse durch das Enzym Myrosinase ein scharf schmeckendes Senföl – hier 4-Hydroxybenzylisothiocyanat – freigesetzt.

### Gesundheit
Bisphenol F (BPF) ist eine chemische Verbindung, die in Kunststoffen verwendet wird. Sie wurde auch in Senf aus weißen Senfkörnern nachgewiesen. Das schweizerische Bundesamt für Lebensmittelsicherheit und Veterinärwesen (BLV) stuft die Gesundheitsrisiken von BPF in Senf als gering ein. Die Laborstudie des BLV konnte nachweisen, dass BPF bei der Herstellung des Senfs gebildet wird. Eine Kontamination des Senfs durch die Verpackung konnte ausgeschlossen werden. Über die Toxizität von BPF ist wenig bekannt, sie scheint aber ähnlich wie jene von BPA zu sein. Der Stoff gilt auch als schwach hormonaktiv. Bei Tierversuchen wirkte die schwächste Tagesdosis (20 mg/kg Körpergewicht) toxisch. Eine nicht toxische Dosis wurde nicht bestimmt. Die durchschnittliche Portionengröße für Senf liegt in der Schweiz bei rund 8 g. Die höchste in Senf gemessene Konzentration von BPF betrug 8,35 mg/kg. Wenn eine Person das Zehnfache einer durchschnittlichen Portion konsumieren würde, das heißt 80 g pro Tag, würde ihre Aufnahme von BPF rund 2000 Mal tiefer als die toxische Dosis beim Tier liegen. Nach derzeitigem Kenntnisstand erachtet das BLV diese Marge als ausreichend groß, um die Gesundheitsrisiken im Zusammenhang mit BPF als gering einzustufen. Die schwarzen und braunen Senfkörner, die zur Herstellung scharfer Senfsorten verwendet werden, enthalten kein Sinalbin und bilden kein BPF.

## Verwendung
Allgemein bekannt ist die Nutzung der reifen Samenkörner vom Weißen Senf (lateinisch früher oft nur Sinapis oder Synapis genannt) für die Herstellung von Speisesenf. Auch die Blätter sind essbar (siehe unten). Bereits in der Antike wurde die Pflanze als Heilpflanze genannt, so bei dem griechischen Arzt Pedanios Dioskurides. In der Volksmedizin werden frisch gemahlene und zu einem Brei verrührte Samen äußerlich für Umschläge verwendet.
Die grünen Pflanzen finden vor der Blüte Verwendung als Tierfutter. Als schnellwachsende Pflanze wird weißer Senf auch oft als Gründüngung angebaut. Seine weitverzweigten Wurzeln hinterlassen einen feinkrümeligen Boden.

### Siehe auch

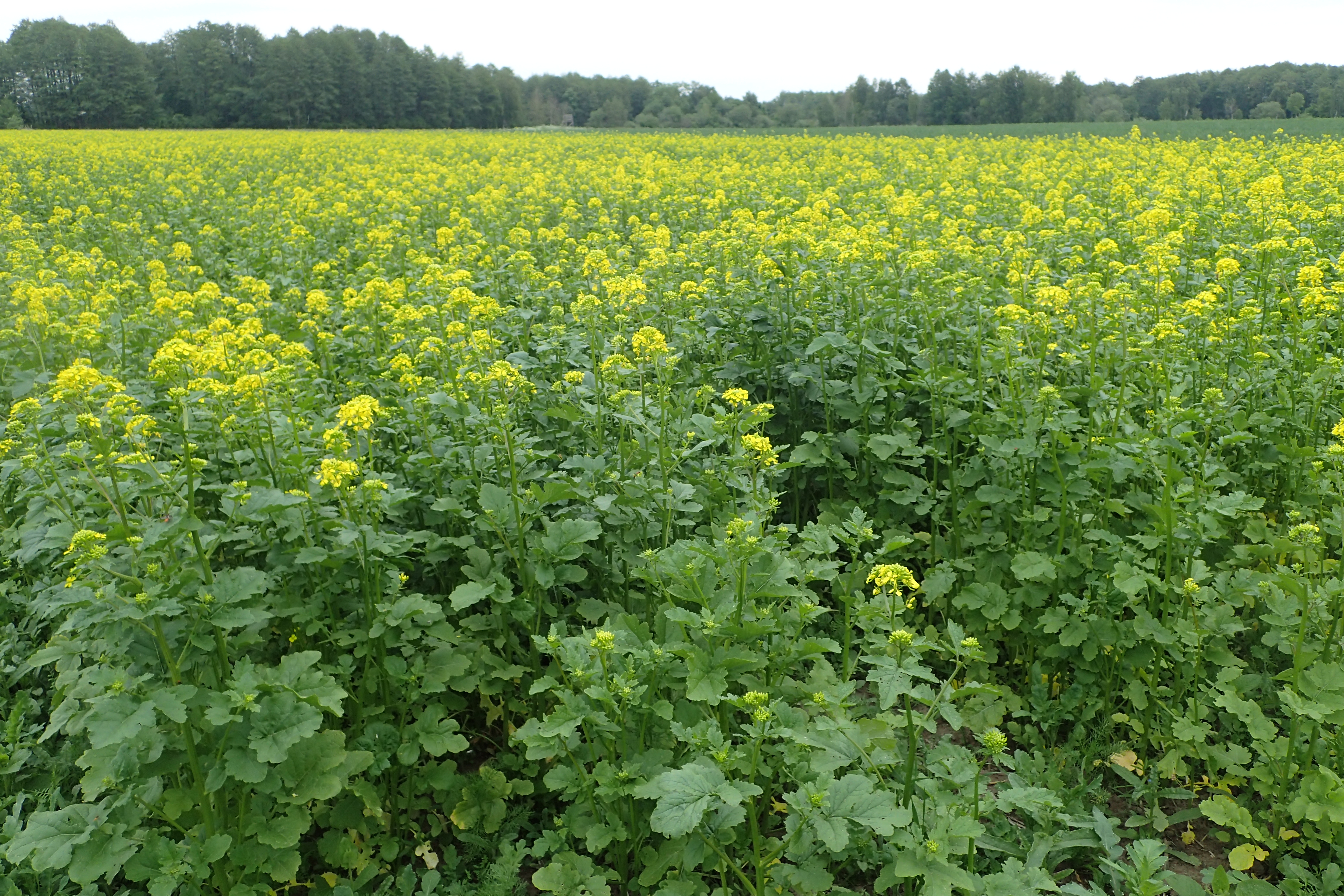
Blühender Bestand

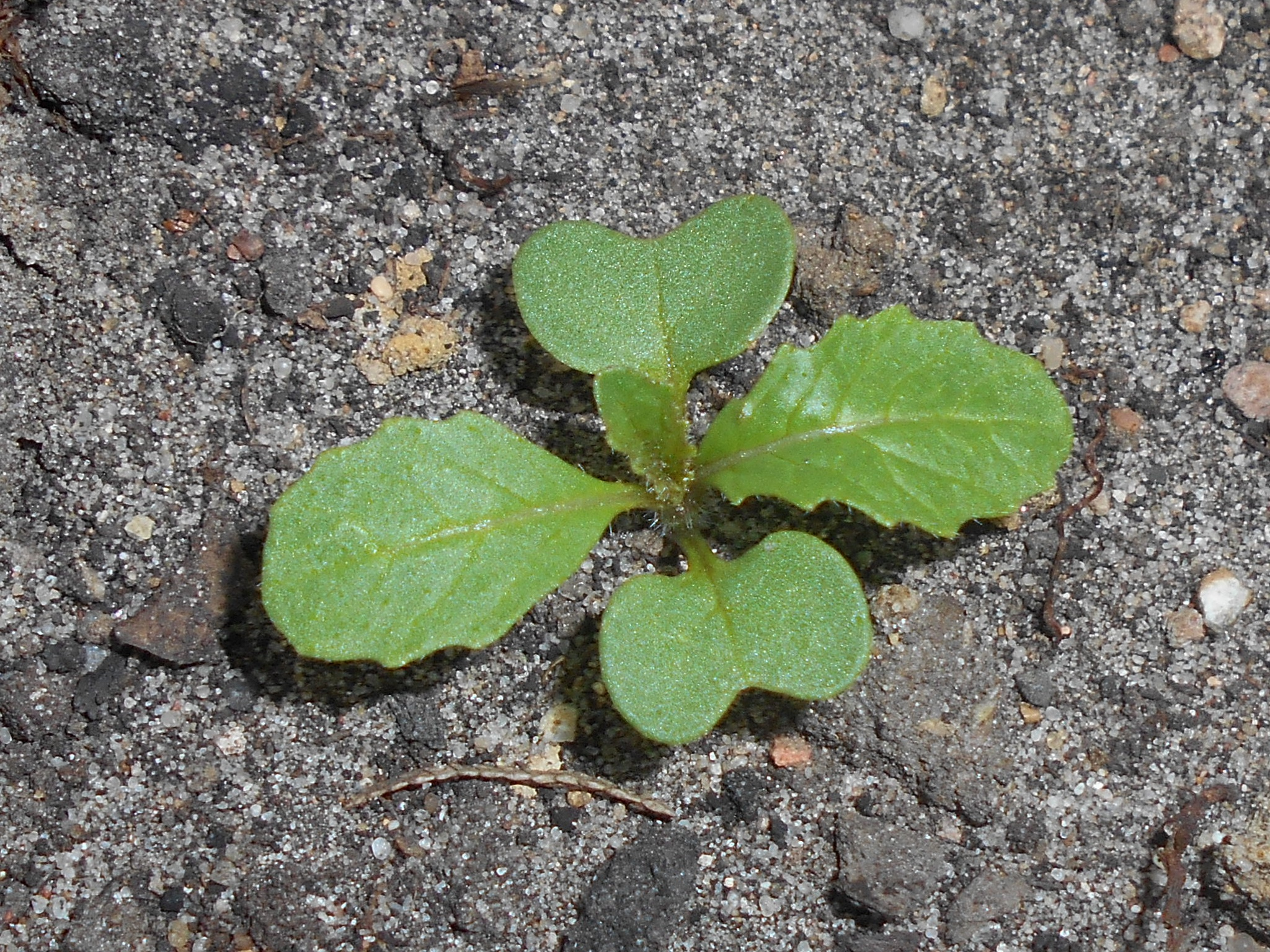
Sämling mit den zwei Keimblättern und ersten Laubblättern

## Anbau

### Standort
Anbauorte können sonnig bis halbschattig sein. Dieser Schwachzehrer gedeiht am besten auf humosem, kalkhaltigem Boden. „Gute Nachbarn“ sind alle Gemüsearten außer den anderen Kreuzblütlern wie Kohl und Rettich.

### Kultur und Pflege
Senf kann von März bis September in Reihen von 10 bis 20 Zentimeter Abstand oder breitwürfig ins Freiland gesät werden. Bis zum Aufgehen der Samen sollte der Boden feucht, jedoch nicht nass gehalten werden. Die Pflege beschränkt sich auf das notwendige Gießen.

### Ernte und Verwertung
Junge Pflanzen schneidet man knapp über dem Boden ab. Die frischen, scharf schmeckenden Blätter werden in kleinen Mengen Salaten oder Eintopfgerichten beigemengt. Sie würzen auch Wurst-, Quark- und Eiergerichte. In der indischen Küche wird das Senf-Kraut wie Spinat verwendet.
In einer Untersuchung wurde festgestellt, dass die Blätter (die Teil traditioneller lokaler Mittelmeerdiäten sind) eine potentielle Anti-Diabetes-Wirkung besitzen.
Weißer Senf und Schwarzer Senf werden oft als bodenbedeckende Zwischenfrucht im Spätsommer ausgesät, um die Auswaschung von Nährstoffen – insbesondere Nitrat – zu verhindern oder zu reduzieren. Die Pflanzen verbleiben dann als Gründüngung zur Humusanreicherung und zum Erosionsschutz auf dem Acker, vielfach werden sie eingearbeitet.

### Schädlinge und Krankheiten
Schädlinge sind der Erdfloh, die Weiße Fliege, die Rübsenblattwespe (Athalia rosae) und der Rapsglanzkäfer (Brassicogethes aeneus). Als Krankheit tritt auch Schwarzbeinigkeit auf.
Der Schimmelpilz Alternaria brassicae befällt bevorzugt Kreuzblütler und ist ein wesentlicher Schädling der Brassica-Ölsaaten. Weißer Senf besitzt eine relative Resistenz gegen Alternaria brassicae, dessen genetische Grundlage erforscht wird. Weitere Pilze, die den Weißen Senf befallen, sind Peronospora brassicae, Albugo candida und Sclerotinia sclerotiorum. Auch die Kohlhernie, die durch Plasmodiophora brassicae ausgelöst wird, kommt vor.